# Чемпіонат Росії з футболу серед жінок 2007: вища ліга
Чемпіонат Росії з футболу 2007 року серед жінок (рос. Чемпионат России по футболу среди женщин 2007: высшая лига) — 16-й чемпіонат Росії з футболу, який проводився серед жіночих колективів. Турнір стартував 5 травня, а завершився 22 вересня 2007 року. Чемпіоном Росії вперше став футбольний клуб «Зірка-2005» (Перм), який також завоював і Кубок Росії.
Срібний призер минулорічного чемпіонату «Спартак» (Москва) припинив існування через проблеми з фінансуванням. Також через проблеми з фінансуванням «Приаліт» (Реутов) і «Лада» (Тольятті) були змушені відмовитися від участі у вищій лізі чемпіонату Росії, проте існування команди не припинили, заявившись в зону «Центр» та «Приволжжя» другого дивізіону, відповідно.

## Турнірна таблиця
| М  | Команда              | Іг | В  | Н | П  | ЗМ | ПМ | Очки |
| -- | -------------------- | -- | -- | - | -- | -- | -- | ---- |
| 1. | Зірка-2005           | 16 | 15 | 1 | 0  | 57 | 12 | 46   |
| 2. | Росіянка             | 16 | 14 | 0 | 2  | 73 | 8  | 42   |
| 3. | Надія                | 16 | 9  | 2 | 5  | 43 | 26 | 29   |
| 4. | Хімки                | 16 | 9  | 0 | 7  | 30 | 29 | 27   |
| 5. | ШВСМ Ізмайлово       | 16 | 6  | 2 | 8  | 26 | 31 | 20   |
| 6. | Рязань-ВДВ           | 16 | 6  | 2 | 8  | 26 | 33 | 20   |
| 7. | СКА (Ростов-на-Дону) | 16 | 4  | 4 | 8  | 13 | 15 | 16   |
| 8. | Аврора               | 16 | 3  | 1 | 12 | 12 | 65 | 10   |
| 9. | Чертаново            | 16 | 0  | 0 | 16 | 5  | 66 | 0    |

## Результати матчів
| Команда              | ЗІР       | РОС  | НАД | ХІМ       | ІЗМ       | РЯЗ | СКА | АВР  | ЧЕР       |
| -------------------- | --------- | ---- | --- | --------- | --------- | --- | --- | ---- | --------- |
| Зірка-2005           |           | 1:0  | 4:2 | 4:0       | 2:0       | 3:1 | 1:0 | 10:0 | +:- (3:0) |
| Росіянка             | 3:4       |      | 5:2 | 6:0       | 5:0       | 7:0 | 1:0 | 11:0 | +:- (3:0) |
| Надія                | 1:3       | 1:4  |     | 3:1       | 2:1       | 1:1 | 1:0 | 3:0  | 8:0       |
| Хімки                | 2:6       | 0:1  | 0:1 |           | 1:0       | 5:2 | 2:0 | 4:0  | 4:2       |
| ШВСМ Ізмайлово       | 2:4       | 0:4  | 2:1 | 1:3       |           | 2:3 | 0:0 | 4:0  | 3:1       |
| Рязань-ВДВ           | 0:2       | 0:1  | 3:3 | 2:1       | 2:4       |     | 1:0 | 0:1  | +:- (3:0) |
| СКА (Ростов-на-Дону) | 1:1       | 0:3  | 0:1 | 0:1       | 1:1       | 2:0 |     | 3:0  | +:- (3:0) |
| Аврора               | 0:6       | 0:8  | 1:5 | 1:3       | 2:3       | 1:4 | 1:1 |      | +:- (3:0) |
| Чертаново            | -:+ (0:3) | 0:11 | 1:8 | -:+ (0:3) | -:+ (0:3) | 0:4 | 1:2 | 0:2  |           |

## Найкращі бомбардири
| Список бомбардирів | Список бомбардирів | Список бомбардирів | Список бомбардирів | Список бомбардирів               |
| Гравець            | Клуб               | ЗМ                 | ЗМП                | Коментарі                        |
| ------------------ | ------------------ | ------------------ | ------------------ | -------------------------------- |
| Ольга Летюшова     | «Зірка-2005»       | 19                 | 2                  | ще 8 м'ячів забила в кубкі Росії |
| Ольга Кремльова    | «Росіянка»         | 17                 | 3                  | ще 8 м'ячів забила в кубкі Росії |
| Наталія Барбашина  | «Росіянка»         | 15                 | 1                  | ще 2 м'ячі забила в кубку Росії  |
| анастасія Слонова  | «Надія»            | 14                 | -                  | -                                |
| Олеся Курочкіна    | «Зірка-2005»       | 12                 | -                  | ще 5 м'ячів забила в кубку Росії |
| Дарина Апанащенко  | «Рязань-ВДВ»       | 10                 | 1                  | ще 4 м'ячі забила в кубку Росії  |
| Наталія Мокшанова  | «Росіянка»         | 10                 | -                  | ще 6 м'ячів забила в кубку Росії |
| Наталія Зінченко   | «Зірка-2005»       | 9                  | -                  | ще 2 м'ячі забила в кубку Росії  |
| Ольга Петрова      | «Росіянка»         | 9                  | -                  | ще 9 м'ячів забила в кубку Росії |

## 33 найкращі футболістки за підсумками чемпіонату Росії 2007
| Позиция | Воротар                            | Правий                             | Лівий                                | Ліберо                    | Стоппер                             | Правий                               | Лівий                            | Центральний                 | Під нападниками            | Правий                       | Лівий                      |
| Позиция | Воротар                            | Захисника                          | Захисника                            | Захисника                 | Захисника                           | Півзахисника                         | Півзахисника                     | Півзахисника                | Півзахисника               | Нападник                     | Нападник                   |
| ------- | ---------------------------------- | ---------------------------------- | ------------------------------------ | ------------------------- | ----------------------------------- | ------------------------------------ | -------------------------------- | --------------------------- | -------------------------- | ---------------------------- | -------------------------- |
| 1       | Надія Баранова Зірка-2005          | Марія Дьячкова Росіянка            | Наталія Перцева Росіянка             | Ганна Кожнікова Росіянка  | Ксенія Цибутович Росіянка           | Олена Морозова Росіянка              | Людмила Пекур Росіянка           | Наталія Зінченко Зірка-2005 | Алла Рогова ШВСМ Ізмайлово | Олеся Курочкіна Зірка-2005   | Ольга Кремльова Росіянка   |
| 2       | Ірина Хварич Росіянка              | Алла Лишафай Зірка-2005            | Нана Гелбахіані СКА (Ростов-на-Дону) | Ольга Сергаєва Зірка-2005 | Олеся Трунтаєва Зірка-2005          | Тетяна Чорна Зірка-2005              | Валентина Савченковіа Зірка-2005 | Тетяна Скотнікова Росіянка  | Олена Ходирєва Зірка-2005  | Наталія Барбашина Росіянка   | Ольга Летюшова Зірка-2005  |
| 3       | Ельвіра Тодуа СКА (Ростов-на-Дону) | Олександра Гомозова ШВСМ Ізмайлово | Оксана Шмачкова Росіянка             | Наталія Саратовцева Хімки | Олеся Ільїнова СКА (Ростов-на-Дону) | Галина Комарова СКА (Ростов-на-Дону) | Ліна Рабах ШВСМ Ізмайлово        | Світлана Цмдікова Хімки     | Олена Цуркан Рязань-ВДВ    | Дарина Апанащенко Рязань-ВДВ | Наталія Мокшанова Росіянка |

## Всі голи чемпіонату
| «Зірка-2005» 57 | «Росіянка» 73 | «Надія» 43 | «Хімки» 30 | «ШВСМ Ізмайлово» 26 | «Рязань-ВДВ» 26 | СКА (Ростов-на-Дону) 13                                                                                 | «Аврора» 12                                                                                       | «Чертаново» 5                                                                |
| --- | --- | --- | --- | --- | --- | --- | ------------------------------------------------------------------------------------------------- | ---------------------------------------------------------------------------- |
| 19-Ольга Летюшова 12-Олеся Курочкіна 9-Наталія Зінченко 3-Олена Ходирєва 1-Олеся Турунтаєва 1-Ксенія Перевозчикова 1-Валентина Савченкова 1-Олена Суслова | 17-Ольга Кремльова 15-Наталія Барбашина 10-Наталія Мокшанова 9-Ольга Петрова 8-Людмила Пекур 3-Ганна Кожнікова 2-Олена Морозова 2-Тетяна Скотнікова 1-Оксана Тітова 1-Оксана Шмачкова | 14-Анастасія Слонова 7-Світлана Фрішко 7-Ірина Чукісова 3-Олена Денщик 3-Світлана Зангієва 3-Ганна Полякова 2-Ольга Новікова 1-Ганна Астапенко 1-Олена Жихарєва 1-Валентина Котик 1-Олена Пирожнбк | 7-Христина Анохіна 6-Ліляна Костова 5-Олеся Машина 2-Світлана Цидікова 2-Катерина Шимякіна 2-Олена Михайлова 1-Світлана Богомолова 1-Неллі Коровкіна 1-Наталія Русскіх | 7-Людмила Кузнєцова 3-Ліна Рабах 3-Алла Рогова 2-Ольга Карасьова 2-Олена Фоміна 1-Олександра Гомозова 1-Тетяна Єфімова 1-Тетяна Константінова 1-Тетяна Кулешова 1-Катерина Сочнєва | 10-Дарина Апанащенко 3-Катерина Степаненко 2-олена Горбачова 2-Юлія Ісаєва 2-Людмила Лемешко 1-Олена Лісачова 1-Ольга Мішанська 1-Олена Сєдова 1-Олена Цуркан | 3-Ганна Гергележи 2-Галина Комарова 1-Олена Макаренко 1-Наталія Мінкіна 1-Лариса Савіна 1-Ельвіра Тодуа | 5-Ганна Немирська 1-Вікторія Афанасова 1-Марія Жаманкова 1-Тетяна Іваницька 1-Христина Стаховська | 1-Марія Гречишкіна 1-Олена Рижикова 1-Анастасія Смірнова 1-Катерина Шемякіна |
| автогол | | | | | | |                                                                                                   |                                                                              |
| 1-Нана Гелбахіані СКА (Ростов-на-Дону) 1-Марія Філісова «Аврора» 1-Ксенія Цибутович «Росіянка»                                                            | 1-Ганна Ременна «Аврора» 1-Наталія Русскіх «Хімки» | | | 1-Марія Брильова «Рязань-ВДВ» | | |                                                                                                   | 1-Світлана Цидікова «Хімки»                                                  |
| технічні перемоги | | | | | | |                                                                                                   |                                                                              |
| 6-«Чертаново» | 3-«Чертаново» | | 3-«Чертаново» | 3-«Чертаново» | 3-«Чертаново» | 3-«Чертаново»                                                                                           | 3-«Чертаново»                                                                                     |                                                                              |

- Катерина Шемякіна відзначилася 3 голами (1 — за «Чертанова» та 2 — за «Хімки»)